# Раймондас Кашаускас
Алекса́ндрас Раймо́ндас Каша́ускас (лит. Aleksandras Raimondas Kašauskas; 10 жовтня 1934, Бірікай — 28 травня 2024, Вільнюс) — литовський письменник.

## Життєпис
Закінчив Тельшяйську Жемайтську середню школу. 
в 1958 році закінчив Вільнюський університет (факультет литовської мови та літератури). 
У 1954-1968 роки працював у журналі Genys, у 1969-1970 роки — в редакції часопису Pergalė.
У 1970-1973 роки був співробітником Спілки литовських письменників. Членом цієї Спілки є починаючи від 1961 року.

## Творчість
В оповіданнях Раймондаса Кашаускаса зображено сільське життя, переживання інтелігенції. Моральні проблеми, кохання, зрада, відповідальність, прив'язаність до землі — переважаючі мотиви новел автора. 
У романах письменника здебільшого зображено повсякденне життя села, колізії духу особистості, яка шукає яскравішого буття. У прозі він створив символічне, узагальнене жемайтське містечко Юодсоде: написане автором має на меті розкрити конфліктне ХХ століття, унаочнити аспекти литовського сільського життя 1960-1990-х років, що поєднує в собі епічну оповідь і психологізм. 
Писав також прозові твори для дітей. 

### Переклади
Твори Раймондаса Кашаускаса перекладали азербайджанською, болгарською, естонською, латиською, німецькою, польською, російською, словацькою, українською мовами.
Так, українською в перекладі Надії Непорожньої одне з найвідоміших оповідань письменника «Розваги дорослих» ввійшло до антології «Литовське радянське оповідання» (К.: «Дніпро», 1981. — С. 221-240; серія «Радянські оповідання»). А у виданій 2019 року литовській читанці для українських дітей «Люляйко» (упорядкування і переклади Д. С. Чередниченка) вміщено відразу декілька коротеньких дитячих творів письменника (Тернопіль: «Богдан», 144 с., — С. 104-106).

### Фільмографія
За творами Раймондаса Кашаускаса зняли декілька кінострічок:
- «Ігри дорослих людей», за оповіданням «Розваги дорослих», 1967, реж. Ілля Рудас-Герчовскіс, Альгімантас Кунделіс, Маріонас Ґедріс;
- «Наші маленькі гріхи», за мотивами однойменного роману, 1979, реж. Генрікас Шаблевічюс;
- «Блудний син», за оповіданням «Зелені пагорби», 1985, реж. Маріонас Ґедріс.

## Нагороди і звання
- 1969 — Літературна премія Жемайте за оповідання Zaizdos
- 1982 — Заслужений діяч культури ЛитРСР
- 1984 — Державна премія ЛитРСР